# Wright Island
Wright Island – wyspa w obrębie Lodowca Szelfowego Getza w Antarktydzie Zachodniej u Wybrzeża Bakutisa na Ziemi Marii Byrd.

## Nazwa
Nazwa upamiętnia admirała Jeraulda Wrighta (1898–1995), dowódcę United States Joint Forces Command, dowodzącego operacjami Deep Freeze w ramach Międzynarodowego Roku Geofizycznego 1957–1958 .

## Geografia
Wright Island leży w obrębie Lodowca Szelfowego Getza, na jego północnym krańcu, między Carney Island a Półwyspem Martina u Wybrzeża Bakutisa na Ziemi Marii Byrd . Wyspa ma ok. 56 km długości i w całości pokryta jest lodem .  

## Historia
Wyspa została zmapowana na podstawie zdjęć lotniczych wykonanych w styczniu 1947 podczas amerykańskiej Operacji Highjump (1946–1947) .